# 日本テレビ木曜9時30分枠連続ドラマ
日本テレビ木曜9時30分枠連続ドラマ（にほんテレビもくようくじさんじゅっぷんわくれんぞくドラマ）は、1965年8月5日から1968年3月28日まで日本テレビ系列が毎週木曜 21:30 - 22:00 （日本標準時）に編成していたテレビドラマ放送枠である。

## 放送作品一覧
- 細雪（1965年8月5日 - 1965年10月28日）
- 武蔵野夫人（1965年11月4日 - 1966年1月20日）
- うちらの青春（1966年1月27日 - 1966年3月3日）
- わたしの事情（1966年3月10日 - 1966年6月23日）
- あじさいの歌（1966年6月30日 - 1966年10月13日）
- 河のほとりで（1966年10月20日 - 1967年2月2日）
- 二人だけの祭（1967年2月9日 - 1967年5月4日）
- とく妻さん（1967年5月11日 - 1967年9月28日）
- 花しぼり（1967年10月5日 - 1968年3月28日）

## 提供
- 『とく妻さん』までは鐘淵紡績（現・クラシエ）の一社提供だったが、最終作『花しぼり』のみ大倉酒造（現・月桂冠）と第一工業製薬（「モノゲン」名義）の二社提供だった。

| 日本テレビ系列 木曜 21:30 - 22:00 | 日本テレビ系列 木曜 21:30 - 22:00                                  | 日本テレビ系列 木曜 21:30 - 22:00                         |
| 前番組                            | 番組名                                                             | 次番組                                                    |
| --------------------------------- | ------------------------------------------------------------------ | --------------------------------------------------------- |
| カネボウクイズ 三つの鐘           | 日本テレビ木曜9時30分枠連続ドラマ （1965年8月5日 - 1968年3月28日） | 夜のグランド劇場 （1968年4月 - 1969年9月） ※21:30 - 22:30 |

| スタブアイコン | サブスタブ | この項目は、まだ閲覧者の調べものの参照としては役立たない、テレビ番組に関連した書きかけの項目です。この項目を加筆・訂正などしてくださる協力者を求めています（P:テレビ/PJ:放送または配信の番組）。 |